# 王从吾

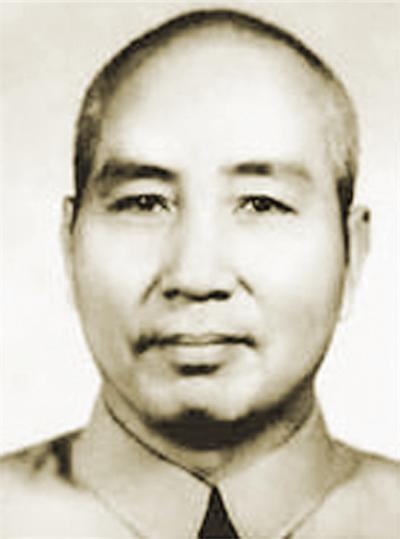

王从吾（1910年—2001年9月13日），河南内黄人，原中共中央纪律检查委员会书记。

## 生平
王从吾早年曾就读于直隶省立第七师范学校，1927年加入中国共产党。曾在家乡领导盐民斗争。1930年起，历任中共濮阳县委书记、中心县委书记、直鲁豫特委组织部部长。抗日战争期间，任直南特委组织部部长、书记，八路军冀鲁豫第二支队政治部主任，冀南区委民运部长兼豫北地委书记。第二次国共内战期间，任晋冀鲁豫中央局组织部长，冀南区委书记，晋冀鲁豫军区第二纵队政委，华北局组织部副部长、部长等。
中华人民共和国成立后长期从事组织、监察工作，担任过中纪委第一副书记，中央组织部副部长，华北局第二书记，中央监察委员会副书记，中央党校书记、校长等。文化大革命后，任中纪委副书记、书记。1985年当选中顾委委员。2001年在北京逝世。